# Bharatpur
Bharatpur (hindi:भरतपुर) – założone w 1733 miasto w Radżastanie w zachodnich Indiach. Stolica dystryktu Bharatpur. Liczy około 252 tysiące mieszkańców (2011).
Największą atrakcją związaną z miastem jest położony na jego obrzeżach Park Narodowy Keoladeo, który został wpisany na Listę światowego dziedzictwa UNESCO.